# Robin Hood (film 1973)
Robin Hood – amerykański film animowany płaszcza i szpady z 1973 roku w reżyserii Wolfganga Reithermana na podst. angielskich legend o Robin Hoodzie oraz francuskim cyklu utworów o lisie Renarcie. Dwudziesty pierwszy film z oficjalnego kanonu animacji Disneya. W tej interpretacji Robin Hooda ukazano bohaterów jako antropomorficzne zwierzęta.
Pierwszy film animowany Walt Disney Productions wyprodukowany bez udziału Walta Disneya, zmarłego w 1966 roku.

## Fabuła
W średniowiecznej Anglii kogut-minstrel Alan z Doliny śpiewa widzom o wyjętym spod prawa lisie Robin Hoodzie okradających bogaczy, żeby z kolei pomóc biednym. Królewski tron uzurpuje sobie okrutny i chciwy lew-książę Jan, który wraz ze swym doradcą wężem sir Sykiem podstępnie wysłał swego brata i prawowitego króla – Ryszarda na krucjatę. Jan ściąga ze swoich poddanych lichwiarskie podatki za pomocą swego poborcy podatkowego, wilka szeryfa Nottingham. Robin i jego przyjaciel niedźwiedź Mały John przebrani za wróżbitki zatrzymują orszak Jana w drodze do Nottingham i wykorzystując jego naiwność, okradają go.
Robin przebrany za żebraka odwiedza rodzinę królików i daje ich matce sakiewkę złota, a obchodzącemu ósme urodziny Hopkowi w prezencie łuk i swój kapelusz. Hopek wraz z rodzeństwem i przyjacielem żółwiem Tobym testują łuk, wstrzeliwując strzałę w teren zamku Jana. Dzieci zakradają się do środka, spotykając przybraną siostrzenicę Ryszarda – lisicę lady Marion i jej kurę-dwórkę lady Gdak. Marion była ukochaną Robina z czasów dzieciństwa i ich kontakt się urwał, gdy ta wyjechała do Londynu. Wciąż kocha Robina i liczy, że ten nadal odwzajemnia uczucie. Tymczasem kryjówkę Robina w lesie Sherwood odwiedza zaprzyjaźniony z nim brat zakonny borsuk Tuck z informacją o zorganizowaniu turnieju łuczniczym w Nottingham, którym nagrodą jest pocałunek lady Marion. Robin wciąż kochający Marion decyduje wziąć w nim udział mimo świadomości, że to pułapka zastawiona przez księcia Jana.
Robin przebrany za bociana udaje się na turniej, który wygrywa, ale zostaje schwytany. Jan skazuje go na śmierć, ale natychmiast odwołuje rozkaz, gdy Mały John w przebraniu możnowładcy przystawia mu sztylet do pleców. Robin umyka strażnikom i zabiera ze sobą Marion. Szeryf ze swymi siepaczami podejmuje pościg, ale na nich drodze staje Mały John. W lesie Robin i Marian spędzają romantyczny wieczór, po czym są zaskoczeni „wesołą kompanią” Robina, która śpiewa zabawną piosenkę określającą Jana „fałszywym królem Anglii”. Jan mści na biednych mieszkańcach podwyższając podatki i kto nie może zapłacić, idzie do więzienia. Los ten spotyka brata Tucka. Jan skazuje go na szubienicę, by użyć tego jako przynęty dla Robina. Wieść o wyroku śmierci na Tucku dociera do Robina i Małego Johna.
Nocą udają do zamku, by w porę uwolnić Tucka i resztę. Wykorzystując mocny sen szeryfa, Mały John uwalnia więźniów, a tymczasem Robin próbuje dostać do komnaty samego księcia. Z balkonu Robin wypuszcza strzałę wprost w okno wieży więziennej i wszystkie worki z zagrabionymi pieniędzmi wyjeżdżają na sznurze w ręce prawowitych właścicieli. Robin odwraca uwagę szeryfa od więziennej bramy, dzięki czemu Mały John wyprowadza uwolnionych więźniów z zamku. Jednak krata do bramy zatrzaskuje przed samym Robinem. Otoczony przez straż Robin wspina się na kratę na blanki, skąd salwuje się ucieczką do fosy. Przeżywa, co powoduje rozpacz u księcia. Kiedy do ojczyzny powraca prawowity król, Ryszard Lwie Serce, Robin Hood przestaje być wygnańcem i bierze ślub z Marion, a Jan, Syk i szeryf zostają skazani na ciężkie roboty.

## Obsada głosowa
| Postać | Zwierzę    | Wersja angielska       | Wersja polska                   |
| --- | ---------- | ---------------------- | ------------------------------- |
| Robin Hood | Lis        | Brian Bedford          | Artur Żmijewski                 |
| Lady Marion | Lis        | Monica Evans (dialogi) | Joanna Brodzik (dialogi)        |
| Lady Marion | Lis        | Nancy Adams (śpiew)    | Anna Frankowska (śpiew)         |
| Mały John | Niedźwiedź | Phil Harris            | Jan Prochyra                    |
| Książę Jan bez Ziemi | Lew        | Peter Ustinov          | Jan Peszek                      |
| Sir Syk | Wąż        | Terry-Thomas           | Jacek Braciak                   |
| Brat Tuck | Borsuk     | Andy Devine            | Jan Mayzel (dialogi)            |
| Brat Tuck | Borsuk     | Andy Devine            | Mirosław Feldgebel (śpiew)      |
| Szeryf z Nottingham | Wilk       | Pat Buttram            | Zdzisław Wardejn                |
| Lady Gdak | Kura       | Carole Shelley         | Irena Kownas                    |
| Alan z Doliny | Kogut      | Roger Miller           | Jan Janga-Tomaszewski (dialogi) |
| Alan z Doliny | Kogut      | Roger Miller           | Paweł Tartanus (śpiew)          |
| Hopek | Królik     | Billy Whitaker         | Mikołaj Kudełka                 |
| Sis | Królik     | Dana Laurita           | Zofia Jaworowska                |
| Tagalong | Królik     | Dora Whitaker          | Olga Stankiewicz                |
| Toby | Żółw       | Richie Sanders         | Jonasz Tołopiło                 |
| matka Hopka, Sis i Tagalong | Królik     | Barbara Luddy          | Mirosława Krajewska             |
| Czubek | Sęp        | George Lindsey         | Jacek Braciak                   |
| Cyngiel | Sęp        | Ken Curtis             | Krzysztof Stelmaszyk            |
| kowal Otto | Bloodhound | J. Pat O’Malley        | Andrzej Gawroński               |
| zakrystian | Mysz       | John Fiedler           | Mieczysław Morański             |
| siostra zakonna | Mysz       | Barbara Luddy          | Joanna Jeżewska                 |
| kapitan straży | Krokodyl   | Candy Candido          | Mariusz Leszczyński             |
| król Ryszard Lwie Serce | Lew        | Peter Ustinov          | Jan Peszek                      |
| Opracowanie i udźwiękowienie wersji polskiej: Studio Sonica Reżyseria: Olga Sawicka Dialogi: Barbara Robaczewska Teksty piosenek: Marek Robaczewski Kierownictwo muzyczne: Marek Klimczuk W pozostałych rolach: Anna Apostolakis, Hanna Chojnacka, Dariusz Błażejewski, Marek Robaczewski i inni |            |                        |                                 |

## Produkcja

### Przygotowania

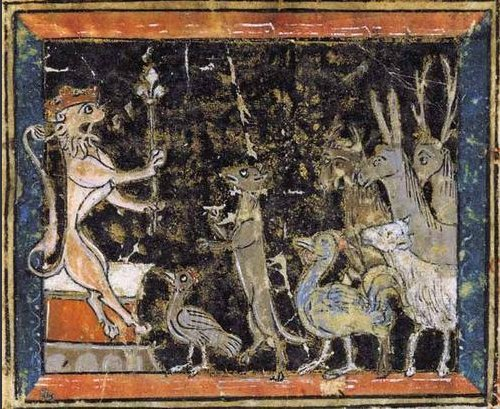
Ilustracja z 1200 roku ukazująca scenę z Powieści o lisie.

Podczas kończenia produkcji Królewny Śnieżki i siedmiu krasnoludków w 1937 roku Walt Disney interesował się zaadaptowaniem europejską XII-wieczną Powieścią o lisie w formie pełnometrażowej animacji. Projekt utknął się w martwym punkcie, gdyż główny bohater Powieści o lisie – lis Renart był postacią negatywną, z czym problem mieli Disney i przydzieleni scenarzyści-artyści. Na spotkaniu, które odbyło się 12 lutego 1938 roku, Disney skomentował: „Widzę wspaniałe możliwości w Renarcie, ale jak mądrze to zrobić? Nasz główny bohater jest łajdakiem i nie ma w nim nic z Robin Hooda. Tam [w Robin Hoodzie] było inaczej, ponieważ był podbudowa pod tych baronów ziemskich i tak dalej, ale czy można to zrobić tutaj? Po pierwsze, to nie byłby Renart”. By uczynić Renarta bardziej dającym się lubić Disney uważał, że nie powinien być mordercą, a ofiarami jego oszustw powinni być wyłącznie źli głupcy. Jeden ze scenarzystów, Otto Englander sugerował, by Renart mógł używać jak w materiale źródłowym przebrań, jednak tym razem do czynienia dobra. Po kolejnych sugestiach, by Renart był pozytywną postacią udającym jedynie złoczyńcę Disney planował dać mu smutną przeszłość, z której wynikała tendencja do bycia oszustem: „Zawsze oskarżaliśmy lisa i może moglibyśmy udowodnić, że naprawdę nie jest tym typem – zaczął dobrze, a potem pokazujemy, jak się myli – naprawdę niewinny, ale prawo zawsze go ścigało i musiał używać swego sprytu”. Disney obawiał się, że projekt stanie celem ataków Kodeksu Haysa, m.in. zabraniającego gloryfikacji przestępców. Nie chciał ponownie mieć na karku kodeksu po doświadczeniach z krótkometrażową animacją Who Killed Cock Robin? (1935) z cyklu „Silly Symphonies”. Sądził też, iż szersza publiczność może uznać historię za „zbyt wyrafinowaną” jak na animację.

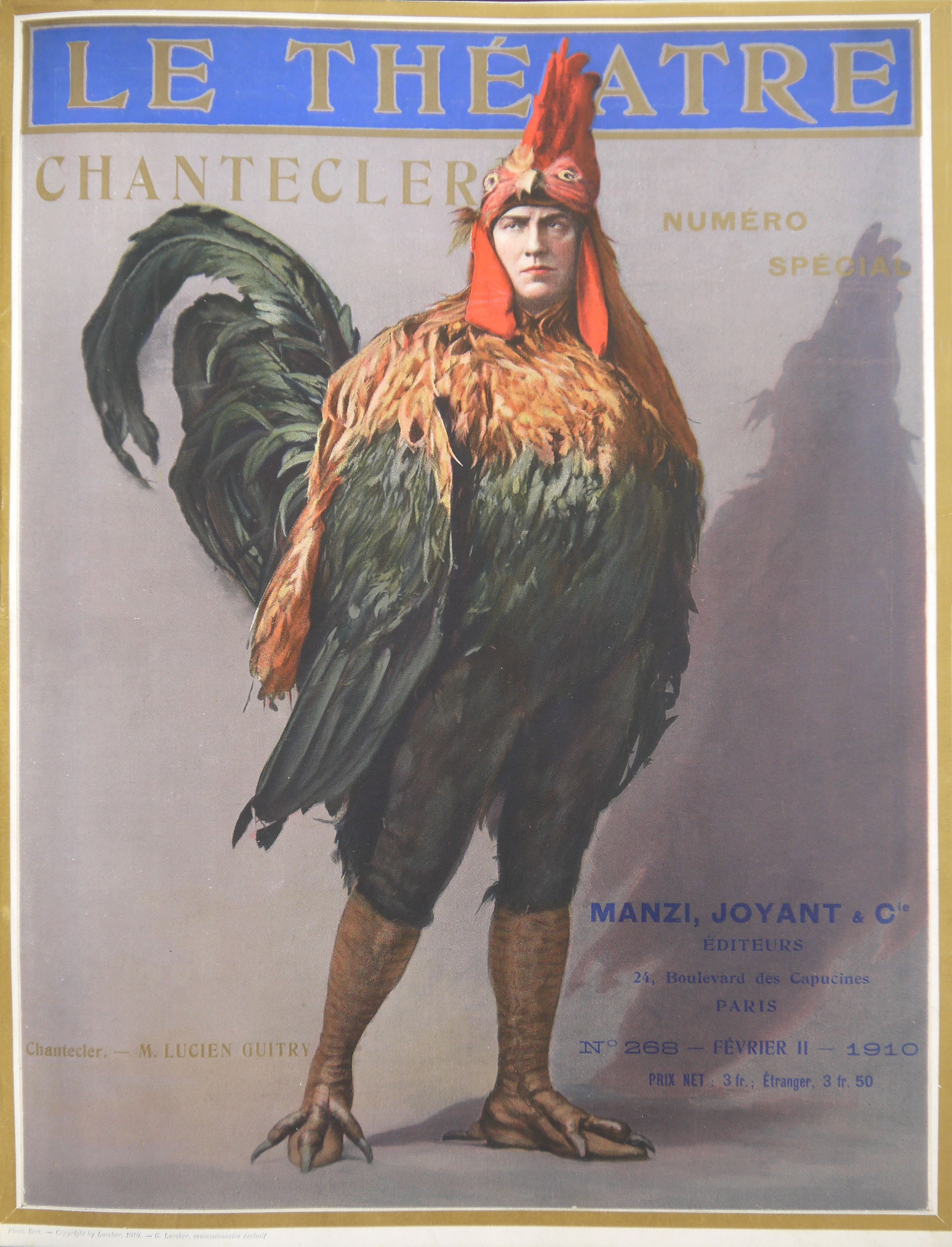
Lucien Guitry jako Chantecler (zdj. Auguste Bert) na okładce wydania specjalnego Le Théatre z lutego 1910 roku.

W tym samym czasie w 1937 roku Disney uznał francuską sztukę Chantecler (1910) Edmonda Rostanda, opowiadającą o próżnym kogucie Chanteclerze sądzącym, że swym pianiem wybudza słońce, za dobry materiał na pełnometrażową animację. Zlecił Tedowi Searsowi i Alowi Perkinsowi stworzyć zarys scenariusza. Jednak i w tym przypadku wystąpił problem z protagonistą, ponieważ Sears i Perkins nie byli pewni, jak zrobić sympatyczną postać z Chanteclera. Wobec tego Disney połączył Chanteclera z Powieścią o lisie w jeden projekt. Myślał, że dodanie Chanteclerowi złoczyńcy – w tym przypadku Renarta, pomogłoby widzom z nim sympatyzować. W maju 1941 roku Disney wpłacił zaliczkę 5 tys. dolarów na zakup praw do Chanteclera. Jednak, podobnie jak w przypadku wielu innych filmów pełnometrażowych studia, które były wówczas opracowywane, projekt musiał być zawieszony z powodu trwania II wojny światowej.
Do pierwotnej koncepcji samodzielnego filmu o Renarcie Walt Disney Productions powróciło w 28 stycznia 1947 roku, gdy powstał zarys historii, gdzie antagonistami byli Wilk, Kot i Niedźwiedź spiskujący przeciw królowi-lwowi w celu kradzieży królewskiego skarbu, a Renart był spryciarzem o dobrej naturze bawiącym się ich kosztem. Złoczyńcy chcą się go pozbyć i oskarżyć niesłusznie o zbrodnie przeciw koronie. Po serii różnych perypetii Renart w końcu zostaje aresztowany i ma zostać powieszony, lecz jest w stanie oczyścić się z zarzutów i udowodnić winę trzech złoczyńców. Spodziewano się, że narratorem będzie francuski aktor Charles Boyer bądź ktoś o podobnym głosie.
Dwa kolejne zarysy stworzył animator Norm Ferguson, stawiając więcej akcentów na humor i przedstawienie historii w formie retrospektyw, a Renard miał być kimś w rodzaju angielskiego dżentelmena i miała się pojawić piosenka We’re Hanging Reynard Today. Wzorem Pieśni Południa (1946) Ferguson i reżyser Jack Kinney rozważali umieścić w Wyspie skarbów (1950) animowane sekwencje z udziałem postaci w formie bajek z morałem opowiadanych przez Johna Silvera Jimowi Hawkinsowi. Ostatecznie Disney z tego zrezygnował czyniąc Wyspę skarbów w pełni aktorskim filmem. Mimo to animator i scenograf Ken Anderson utrzymywał przy życiu projekt pt. Reynard the Fox tworząc w 1956 roku serię szkiców do scenorysu.
W 1953 roku powrócono do Chanteclera za sprawą pomysłu scenarzysty i animatora Dicka Huemera uczynienia z projektu musicalu, jednak Disney niechętnie z niego zrezygnował na rzecz wysiłków do stworzenia Disneylandu. W 1960 roku po zakończeniu prac nad 101 dalmatyńczykami Ken Anderson i animator Marc Davis, chcąc stworzyć nową pełnometrażową animację podczas przeglądania archiwów Walt Disney Productions natknęli się na stare szkice do Chanteclera, po czym wyrzucili cały poprzedni materiał i zaczęli nowe podejście do historii za aprobatą Disneya. Akcja miała miejsce we Francji na początku XIX wieku i opowiadała o popularnym kogucie Chanticleerze wybranym na burmistrza farmy, który nadużywa swej władzy. W tym samym czasie nocne zwierzęta pod wodzą lisa Reynarda pod pozorem wędrownego cyrku przybywają na farmę, zdobywając popularność i szanse na urząd burmistrza wśród zwierząt zmęczonych rządami Chanticleera. Reynard wykorzystuje nowoprzybyłą bażantkę Henriettę zakochaną w Chanticleerze, by odwróciła uwagę koguta swą urodą. Chanticleer podczas walki z hiszpańskim kogutem Poco Loco, głównym pomagierem Reynarda, w końcu dowiaduje się o planach nocnych zwierząt i zdaje sprawę z własnych błędów.
W 1960 roku Walt Disney powiedział dla „Los Angeles Times”, że opracowywane są dwa projekty animowane, którymi były Chanticleer i Miecz w kamieniu nad podst. powieści Miecz dla króla T.H. White’a inspirowanej legendami arturiańskimi. Disneyowi spodobała się koncepcja musicalu i szczególnie był zainteresowany postacią Reynarda widząc w nim wdzięczny materiał do rozwoju postaci. Pełen entuzjazmu Davis wykonał szereg grafik koncepcyjnych z potencjalnymi postaciami wyobrażając Chanticleera jako wielkiej skali broadwayowski musical. Davis stwierdził, że przy Chanticleerze wykonał jedne ze swoich najlepszych rysunków w Walt Disney Productions. Kompozytor George Bruns wraz z tekściarzem Melem Levenem stworzyli trzy piosenki: otwierającą Chanticleer wykonywaną przez zwierzęta zachwalające Chanteclera, You No Good Reynard wykonywaną przez żonę Reynarda o tym jak nigdy nie zapewniał jej i ich szczeniętom dobrego życia, które zawsze obiecywał i Yesterday is Over wykonywaną przez Henriettę pocieszającą Chanticleera zapewniając go, że inne zwierzęta nie odrzucą go z powodu faktu, że jego pianie wcale nie przywołuje słońca.
Anderson, Davis, animator Milt Kahl i reżyser Wolfgang Reitherman spędzili sześć miesięcy przygotowując rozbudowane scenorysy. Sceptycyzm odnośnie Chanticleera wyraził scenarzysta Bill Peet przydzielony do Miecza w kamieniu mówiąc, że historia jest zbyt dziwna i kurczaki nie nadają się na protagonistów, co spowodowało konflikt między nim a animatorami. Obawy co do Chanteclera wyraził sam Disney w sierpniu 1960 roku mówiąc Davisowi, że człowiek „nie ma ochoty podnosić koguta i go głaskać”. Rok później Walt Disney Productions zmagało się z problemami finansowymi w związku ze skomplikowanymi planami dotyczącymi nowego Disneylandu. Starszy brat Disneya, Roy próbował przekonać go do całkowitej rezygnacji z kosztownych w produkcji pełnometrażowych filmów animowanych, argumentując, że pozostało wystarczająco dużo filmów, aby stale ponownie wypuszczać je co siedem lat w kinach zgodnie ze strategią studia. Spotkało się to z odmową Walta, ale ze względu na budowę nowego Disneylandu zgodził się na wydawanie tylko jednego filmu animowanego co cztery lata. Wówczas finanse starczyły tylko na jedną animację.
Disney bez wiedzy swych pracowników do anulacji wybrał Chanticleera, uznając, że taniej będzie zrobić Miecz w kamieniu, z powodu mniejszej ilości postaci i braku sekwencji muzycznych wymagających zatrudnienia profesjonalnych wokalistów. Także animowanie ludzi było tańsze i łatwiejsze niż zwierząt. Uważał, że historia jest bardziej chwytająca za serce i łatwiejsza do zidentyfikowania dla publiczności ze słabszym Arturem walczącym o udowodnienie samego siebie niż zadufanym w sobie Chanteclerem. Podczas spotkania prezentacyjnego Disneyowi i inwestorom, zapadła niezręczna cisza. Davis wspominał: „Mieliśmy wszystkie dzieła sztuki na ścianach, a ludzie z pieniędzmi przychodzili, jakby to był pogrzeb. Usiedli z przodu, a Walt z tyłu, co było niezwykłe. Przeszliśmy całą prezentację i spotkaliśmy się z ciszą”. Po czym siedzący z tyłu sali Bill Peet powiedział: „Nie możesz wydobyć osobowości z kurczaka!”. Wszystkie osoby decyzyjne łącznie z Disneyem opuściły biuro bez dalszej dyskusji powodując ogromny zawód u Davisa. Disney po jakimś czasie na pocieszenie postanowił przenieść Davisa na najwyższe stanowisko w Walt Disney Imagineering, jednostce zależnej odpowiedzialnej za konstrukcje w Disneylandzie. W 1974 roku Davis inkorporował projekty postaci do animatronicznych figur w atrakcji Disneylandu w Anaheim – America Sings. Zaś w 1991 roku fabuła Chanticleera została zaadaptowana przez Disney Press jako książka dla dzieci wykorzystująca oryginalne szkice Davisa jako ilustracje.
W październiku 1968 roku, podczas wyprawy na ryby z Kenem Andersonem, prezes Walt Disney Productions Card Walker zasugerował, że tematem następnego filmu animowanego po Aryskotratach (1970) powinna być „klasyczna opowieść”. Anderson zaproponował film o Robin Hoodzie, na co Walker zareagował entuzjastycznie. Po powrocie do studia Anderson przedstawił ten pomysł podczas spotkania dotyczącego Aryskotratów, co spotkało się z aprobatą. Podczas kolejnego spotkania z Wolfgangiem Reithermanem, Billem Andersonem i Larrym Clemmonsem, Kenowi Andersonowi przydzielono zadanie rozpoczęcia projektów graficznych. Nie była to pierwsza ekranizacja Robin Hooda wytwórni, gdyż wcześniej jej brytyjski oddział zrealizował w 1952 roku aktorską Opowieść o Robin Hoodzie i jego wesołych kompanach.
Anderson zdecydował wykorzystać odrzucone projekty z Chanticleera oraz Reynard the Fox i tym samym uczynić postacie animowanej interpretacji Robin Hooda wyłącznie zwierzętami, biorąc do serca dawną radę Walta Disneya, by „robił to, co robi najlepiej: używać zwierząt jako postaci”. Dla mediewisty Kevina J. Harty’ego wybór ten przede wszystkim rozwiązywał problem moralny wobec dziecięcej publiki, ponieważ posiadanie złodzieja jako bohatera jest nie do przyjęcia, zaś antropomorfizm dystansuje się do rzeczywistości. Ze związku z koneksjami z Powieścią o lisie naturalnym wyborem dla Andersona był wybór lisa na Robin Hooda: „Jako reżyser koncepcji fabuły i postaci od razu wiedziałem, że chytry Robin Hood musi być lisem. Stąd logiczne było, że lady Marion powinna być ładną lisicą”. Animator i historyk Will Finn uważa, że na projekty postaci Andersona do Robin Hooda, jak i poprzedzającego go Reynard the Fox mogły mieć wpływ ilustracje Keitha Warda w amerykańskim przekładzie Powieści o lisie z 1945 roku. Szkice postaci Andersona spodobały się kierownictwu, które zatwierdziło projekt pomimo braku zarysu historii.

### Scenariusz
Anderson uczynił Małego Johna niedźwiedziem, ze względu na jego potężny wzrost notowany w legendach. Pierwotnie Anderson uważał, że świnia będzie świetnym wyborem na braciszka Tucka, jednak zrezygnował z tego uważając, że będzie to obraźliwe dla Kościoła katolickiego i potem Tuck stał się borsukiem. Ryszard Lwie Serce i Jan bez Ziemi jak król w podaniach o Renarcie zostali lwami: „Oczywiście Ryszard Lwie Serce musiał być królewskim, dumnym, silnym lwem; a jego żałosny kuzyn [historycznie, a w filmie jego brat] książę Jan, słaby złoczyńca, też musiał być lwem, ale zrobiliśmy go chudym i dziecinnym”. Początkowo Anderson myślał o wężu jako o członku biednych mieszczan, ale jedna z osób zasugerowała, że wąż byłby idealny jako śliski powiernik księcia Jana. Celem wypróbowania innego zwierzęcia jako złoczyńcę szeryf Nottingham był pomyślany jako kozioł. Jak wspominali animatorzy Frank Thomas i Ollie Johnston: „Ponieważ historia została ustrukturyzowana, nie było potrzeby, aby był przebiegłym złoczyńcą; był tylko głupi, apodyktyczny i nie przejmował się ludźmi, których mógł skrzywdzić. Cap z grubą czaszką może zdziałać tak wiele i dać animatorom nowe zwierzę do narysowania, które może otworzyć nowe pomysły”. Jednak ostateczny głos należał do Reithermana, który uczynił szeryfa wilkiem według tradycji obsadzania tego zwierzęcia w rolach negatywnych, tłumacząc tym, że widzowie docelowo uważają wilka za złoczyńcę. W miarę postępu produkcji Anderson miał rzekomo płakać widząc, jak jego pomysły zwierząt na postacie przetworzono w bardziej stereotypowe zwierzęta.
Anderson chciał osadzić film na Głębokim Południu w duchu Pieśni Południa. Anderson w wywiadzie z 21 kwietnia 1972 opowiadał: „Zasadniczo świetnie się bawiłem w Pieśni Południa i wiem, że wszyscy moi przyjaciele z animacji również. (...) Kochaliśmy całą część animowaną. To było idealne dla nas. Więc to była próba z mojej strony, aby jak najlepiej wykorzystać tego rodzaju rzeczy i wznowić je, zaktualizować”. Jednak w tym czasie wokół Pieśni Południa narosły kontrowersje związane z przedstawionymi relacjami rasowymi i decyzją Reithermana miejsce akcji osadzono zgodnie z tradycyjnymi legendami w średniowiecznym Królestwie Anglii. Anderson planował włączyć do produkcji każdą postać z wesołej kompanii Robin Hooda, lecz reżyser Wolfgang Reitherman pod wpływem Butcha Cassidy’ego i Sundance Kida (1969) wyobraził film jako buddy movie i ograniczył udział drużyny Robina do obecności Małego Johna, zaś braciszek Tuck pełni rolę drugorzędną.
Za ostateczny kształt scenariusza odpowiadał Larry Clemmons, główny scenarzysta filmów animowanych Walt Disney Productions. W przeciwieństwie do innych scenarzystów wytwórni napisał pełny scenariusz z dialogami, który następnie został on zilustrowany scenorysami. W scenariuszu wykorzystano motywy z poprzednich wersji o Renarcie, m.in. wykradanie królewskich pierścieni poprzez całowanie ręki króla czy przebranie za ślepca i kobietę. W scenariuszu był poboczny wątek, gdzie książę Jan i sir Syk piszą fałszywe listy w imieniu Marion i Robina, by zwabić tego drugiego w pułapkę. Oryginalne punkt kulminacyjny był nieco inny; Robin podczas ucieczki z zamku zostaje trafiony strzałą i Mały John zanosi go rannego do kościoła. Książę Jan znajduje tę kryjówkę i ma zamiar zabić zarówno Robina, jak i lady Marion, lecz w ostatniej chwili pojawia się król Ryszard, świeżo wróciwszy z krucjaty. Ryszard nadaje Robin Hoodowi i Małemu Johnowi tytuły szlacheckie i nalega braciszka Tucka na udzielenie ślubu Robina i Marion. Planowana była scena ślubu, na którym obecny był wzruszony szeryf Nottingham.

### Casting
W październiku 1970 ogłoszona została częściowo obsada głosowa. Rolę Robin Hooda otrzymał angielski muzyk Tommy Steele, zaś Małym Johnem został Phil Harris, pod którego projektowano postać. Popularny muzyk country Roger Miller otrzymał rolę Alana z Doliny. W księcia Jana i sir Syka wcielili się kolejno brytyjscy aktorzy Peter Ustinov i Terry-Thomas. Z kolei lady Marion zagrała Monica Evans, a braciszka Tucka Andy Devine.
Tommy Steele był początkowo uważany za idealny głos. Jednak filmowcy uznali, że jego występ był zbyt żywiołowy oraz brakowało mu cech przywódczych dla postaci Robina. Następni aktorzy, którzy byli testowani do roli, to byli Davy Jones, Bill Bixby, Rob Reiner, Richard Dawson, Ken Berry i Dean Jones. Ostatecznie wybór kierownictwa studia wahał się pomiędzy walijskim aktorem telewizyjnym Bernardem Foxem a angielskim aktorem scenicznym Brianem Bedfordem, który przybywał na testy w maju 1973 roku, gdy kierownictwo studio zobaczyło go na pokazie scenicznym w Los Angeles. Ostatecznie to Bedford został zaangażowany, gdyż jego głos oddawał cechy, na jakie liczyli twórcy.

### Realizacja
Pierwszym animatorem, który pracował nad filmem, był Ollie Johnston, który podczas gdy reszta studia pracowała nad innymi projektami, zaczął animować księcia Jana na podstawie pracy głosowej Petera Ustinova i szkiców Kena Andersona. Przy filmie pracował późniejszy reżyser filmów animowanych, Don Bluth, który animował sceny, gdzie Robin wykrada Janowi złoto i ratuje królicze dziecko, a także romantyczną przechadzkę Robina z Marian pod wodospadem.
Film był znany w wykorzystania fragmentów animacji z poprzednich produkcji, co było częstą praktyką w filmach wytwórni autorstwa Reithermana. W biesiadzie w lesie Sherwood wykorzystano przerobione fragmenty z Księgi dżungli (1967), Aryskotratów (1970) i Królewny Śnieżki i siedmiu krasnoludków (1937). Praktyka była szczególnie znienawidzona przez animatora Milta Kahla: „Nie radzę z nim [Wolfgangiem Reithermanem] – po prostu łamie mi się serce, gdy widzę animację Królewny Śnieżki w Bernardzie i Biance. To mnie zabija i po prostu zawstydza do łez. Wróciłem na Florydę z Wooliem na przyjęcie dla agencji prasowych celem promocji Robin Hooda. I spotkałem gościa, którego jakieś dwadzieścia lat temu poznałem będąc u przyjaciela; wtedy pracował dla Paramountu jako reklamowiec. Nazywał się Emory Wister. (...) Jest miłośnikiem Disneya, miłośnikiem animacji. A tacy faceci zawsze mnie przerażają, bo wiedzą więcej o obrazach niż ja. I rozpoznał tę cholerną animację, na której lady Marion tańczy z małymi zwierzakami, rozpoznał ją z Królewny Śnieżki. Kahl zaprzeczał też, że powtórne wykorzystywanie animacji prowadziły do oszczędności kosztów: „Zabawne jest to, że przez większość czasu wydają więcej pieniędzy, próbując dowiedzieć się, jak ją ponownie wykorzystać, niż zanimować od nowa. Wolałbym, żeby było to robione od zera; nawet jeśli jest to trochę amatorskie, przynajmniej jest świeże i nowe”.

## Muzyka
Za muzykę odpowiadał George Bruns, stały kompozytor pełnometrażowych filmów animowanych Walt Disney Productions. Bruns zaczął pisać muzykę dopóki cały film nie został ukończony. Roger Miller prócz użyczeniu głosu Alanowi z Doliny skomponował trzy z pięciu piosenek do filmu. Sekwencja biesiady w Lesie Sherwoodzkim była tworzona jako ostatnia i współkomponował ją Johnny Mercer. Piosenka „The Phony King of England” jego autorstwa jest przerobioną i złagodzoną pod rodziny z dziećmi wersją brytyjskiej ludowej piosenki z początków XX wieku „The Bastard King of England”.
Muzyka odtwarzana w tle, gdy Lady Gdak walczy z żołnierzami księcia Jana w stylu futbolu amerykańskiego, jest instrumentalnym połączeniem hymnów sportowych „Fight On” Uniwersytetu Południowej Kalifornii i „On Wisconsin” Uniwersytetu Wisconsin-Madison.
Louis Prima wiedząc, że w filmie występują jego znajomi wykonawcy, chciał zagrać w filmie. Jednak nie został wzięty pod uwagę do udziału, ku jego wściekłości. Jak wspominał Huston Huddleston, syn tekściarza Floyda Huddlestona współpracującego z Walt Disney Productions: „Powiedział »Floyd, napisz mi parę piosenek i zdejmiemy Disneya z wizji! Zrobimy to samemu, nawet jeśli tego nie kupią«. Więc zapłacił za całą sesję nagraniową i sprzedał to Disneyowi”. Prima osobiście pokrył koszty nagrania albumu Let’s „Hear” it For Robin Hood, który sprzedał Disneyland Records w 1973 roku. W albumie pojawia się piosenka „King Louie And Robin Hood”, w którym Prima wciela się w rolę króla Louiego, któremu podkładał głos w Księdze dżungli (1967).

4 sierpnia 2017 roku została wydana cała ścieżka dźwiękowa do Robin Hooda, w ramach kolekcji Walt Disney Records: The Legacy Collection zbierającej ścieżki dźwiękowe do filmów animowanych Walt Disney Animation Studios i filmu Mary Poppins (1964). 
| Story And Songs From Robin Hood – 1973 | Story And Songs From Robin Hood – 1973 | Story And Songs From Robin Hood – 1973 | Story And Songs From Robin Hood – 1973 | Story And Songs From Robin Hood – 1973 | Story And Songs From Robin Hood – 1973 |
| Nr                                     | Tytuł utworu                           |                                        | Tekst                                  | Muzyka                                 | Długość                                |
| -------------------------------------- | -------------------------------------- | -------------------------------------- | -------------------------------------- | -------------------------------------- | -------------------------------------- |
| 1.                                     | „Whistle Stop”                         | Roger Miller                           | Roger Miller                           | Roger Miller                           | 2:38                                   |
| 2.                                     | „Oo-De-Lally”                          | Roger Miller                           | Roger Miller                           | Roger Miller                           | 1:20                                   |
| 3.                                     | „Love”                                 | Nancy Adams                            | Floyd Huddleston                       | George Bruns                           | 4:43                                   |
| 4.                                     | „The Phony King Of England”            | Phil Harris                            | Johnny Mercer                          | Johnny Mercer, George Bruns            | 3:07                                   |
| 5.                                     | „Not In Nottingham”                    | Roger Miller                           | Roger Miller                           | Roger Miller                           | 1:51                                   |
| 6.                                     | „Reprise: Whistle Stop”                | Roger Miller                           | Roger Miller                           | Roger Miller                           | 1:45                                   |
| 7.                                     | „Finale: Oo-De-Lally”                  | chór                                   | Roger Miller                           | Roger Miller                           | 3:56                                   |
|                                        |                                        |                                        |                                        |                                        | 19:20                                  |

| Let’s „Hear” it For Robin Hood – 1974 | Let’s „Hear” it For Robin Hood – 1974 | Let’s „Hear” it For Robin Hood – 1974 | Let’s „Hear” it For Robin Hood – 1974 | Let’s „Hear” it For Robin Hood – 1974 | Let’s „Hear” it For Robin Hood – 1974 |
| Nr                                    | Tytuł utworu                          |                                       | Tekst                                 | Muzyka                                | Długość                               |
| ------------------------------------- | ------------------------------------- | ------------------------------------- | ------------------------------------- | ------------------------------------- | ------------------------------------- |
| 1.                                    | „King Louie And Robin Hood”           | Louis Prima                           | Floyd Huddleston                      | Louis Prima                           | 1:50                                  |
| 2.                                    | „Robin And Me”                        | Louis Prima                           | Floyd Huddleston                      | Louis Prima                           | 1:56                                  |
| 3.                                    | „Sherwood Forest”                     | Louis Prima                           | Floyd Huddleston                      | Louis Prima                           | 2:16                                  |
| 4.                                    | „The Phony King Of England”           | Louis Prima                           | Johnny Mercer                         | Louis Prima                           | 2:10                                  |
| 5.                                    | „Friar Tuck”                          | Louis Prima                           | Floyd Huddleston                      | Louis Prima                           | 1:35                                  |
| 6.                                    | „Merry Men”                           | Louis Prima                           | Floyd Huddleston                      | Louis Prima                           | 3:40                                  |
| 7.                                    | „Love”                                | Louis Prima                           | Floyd Huddleston                      | George Bruns                          | 1:03                                  |
| 8.                                    | „Robin Hood”                          | Louis Prima                           | Bob Miketta, Louis Prima              | Bob Miketta, Louis Prima              | 1:42                                  |
|                                       |                                       |                                       |                                       |                                       | 16:12                                 |

| Robin Hood: Original Motion Picture Score – 2017 | Robin Hood: Original Motion Picture Score – 2017      | Robin Hood: Original Motion Picture Score – 2017 | Robin Hood: Original Motion Picture Score – 2017 |
| Nr                                               | Tytuł utworu                                          | Autorzy                                          | Długość                                          |
| ------------------------------------------------ | ----------------------------------------------------- | ------------------------------------------------ | ------------------------------------------------ |
| 1.                                               | „Main Title”                                          | George Bruns                                     | 0:53                                             |
| 2.                                               | „Whistle Stop”                                        | Roger Miller                                     | 2:50                                             |
| 3.                                               | „Oo-De-Lally”                                         | Roger Miller                                     | 1:00                                             |
| 4.                                               | „Hail John”                                           | George Bruns                                     | 1:53                                             |
| 5.                                               | „It’s Only A Circus”                                  | George Bruns                                     | 1:18                                             |
| 6.                                               | „Fortune Tellers”                                     | George Bruns                                     | 3:07                                             |
| 7.                                               | „Enter The Sheriff”                                   | George Bruns                                     | 1:39                                             |
| 8.                                               | „Skippy’s Birthday Gift”                              | George Bruns                                     | 3:34                                             |
| 9.                                               | „A Lost Arrow”                                        | George Bruns                                     | 1:22                                             |
| 10.                                              | „Meeting Maid Marian”                                 | George Bruns                                     | 2:54                                             |
| 11.                                              | „To The Winner”                                       | George Bruns                                     | 1:34                                             |
| 12.                                              | „The Archery Affair”                                  | George Bruns                                     | 1:54                                             |
| 13.                                              | „Fooling Ol’ Bushel Britches”                         | George Bruns                                     | 2:02                                             |
| 14.                                              | „Archer’s Processional”                               | George Bruns                                     | 1:05                                             |
| 15.                                              | „sir Hiss Suspects”                                   | George Bruns                                     | 0:36                                             |
| 16.                                              | „Well, Well”                                          | George Bruns                                     | 2:01                                             |
| 17.                                              | „The Loser”                                           | George Bruns                                     | 2:14                                             |
| 18.                                              | „Seize The Fat One”                                   | George Bruns                                     | 3:36                                             |
| 19.                                              | „Fight On Wisconsin”                                  | George Bruns                                     | 0:37                                             |
| 20.                                              | „There You Are”                                       | George Bruns                                     | 0:22                                             |
| 21.                                              | „Love”                                                | Nancy Adams                                      | 1:57                                             |
| 22.                                              | „The Phony King Of England”                           | Phil Harris, Andy Devine, Disney Studio Chorus   | 2:46                                             |
| 23.                                              | „Double The Taxes”                                    | George Bruns                                     | 0:48                                             |
| 24.                                              | „Not In Nottingham”                                   | Roger Miller                                     | 5:07                                             |
| 25.                                              | „Not Yourself Today”                                  | George Bruns                                     | 4:04                                             |
| 26.                                              | „Bird Brain”                                          | George Bruns                                     | 4:04                                             |
| 27.                                              | „Lower The Bridge”                                    | George Bruns                                     | 6:14                                             |
| 28.                                              | „All’s Well That Ends Well”                           | Nancy Adams, The Disney Studio Chorus            | 2:02                                             |
| 29.                                              | „Whistle Stop (Ragtime Demo)”                         | George Bruns                                     | 2:22                                             |
| 30.                                              | „Oo-De-Lolly (Country Western Score Demo)”            | George Bruns                                     | 0:58                                             |
| 31.                                              | „Not In Nottingham (Prince John Demo)”                | Peter Ustinov                                    | 1:24                                             |
| 32.                                              | „Love (Robin Hood Version)”                           | Peter Renaday                                    | 1:40                                             |
| 33.                                              | „The Phony King Of England (Country Western Version)” | Phil Harris, Andy Devine, Disney Studio Chorus   | 3:15                                             |
| 34.                                              | „King Louie And Robin Hood”                           | Louis Prima                                      | 1:50                                             |
| 35.                                              | „Robin And Me”                                        | Louis Prima                                      | 1:56                                             |
| 36.                                              | „Sherwood Forest”                                     | Louis Prima                                      | 2:16                                             |
| 37.                                              | „The Phony King Of England”                           | Louis Prima, The Disney Children’s Chorus        | 2:10                                             |
| 38.                                              | „Friar Tuck”                                          | Louis Prima                                      | 1:35                                             |
| 39.                                              | „Merry Men”                                           | Louis Prima, The Disney Children’s Chorus        | 3:40                                             |
| 40.                                              | „Love”                                                | Louis Prima                                      | 1:03                                             |
| 41.                                              | „Robin Hood”                                          | Louis Prima                                      | 1:42                                             |
|                                                  |                                                       |                                                  | 1:29:24                                          |

## Premiera
Robin Hood miał premierę 8 listopada 1973 roku w Radio City Music Hall w Nowym Jorku jako świętujący 50-lecie istnienia Walt Disney Productions, i wyświetlano go wraz ze wznowionym średniometrażowym dokumentem Nature’s Strangest Creatures (1959). W okresie wielkanocnym 1982 roku doczekał się wznowienia w kinach.

## Odbiór

### Recenzje
Film w momencie premiery otrzymał mieszane recenzje. Vincent Canby z „The New York Times” określił Robin Hooda jako „dobrą zabawę dla małych dzieci” i chwalił styl wizualny porównując go do kreskówek z Kaczorem Donaldem i „Silly Symphonies”. Judith Crist w „New York” stwierdziła, że film był „mile prześmiewczy, bez obrazy inteligencji dziecka bądź osoby dorosłej”. Chwaliła również obsadę, „która nadaje bohaterom zarówno głos, jak i osobowość, w jasnych i żywych dialogach, w całej koncepcji”. Dave Billington z „The Montreal Gazette” uznał film jako powrót firmy do dawnej formy od czasu śmierci Disneya: „Odkąd zmarł maestro, filmy animowane wykazywały niepokojące oznaki spadku jakości, zarówno pod względem artystycznym oraz komediowym. Ale połączenie atrakcyjnych kreskówkowych zwierząt z doskonałymi głosami do ról sprawia, że Robin Hood jest doskonałym wieczorem dla całej rodziny”.
Jay Cocks na łamach „Time” dał filmowi mieszaną recenzję ze wskazaniem na negatywną, pisząc: „Nawet w najlepszym wydaniu Robin Hood tylko w niewielkim stopniu odwraca uwagę. Nie ma ani jednego momentu tak zabawnego lub głębokiego, niesamowitego strachu, jak ludzie Disneya zwykli być w stanie wyczarować, albo tego rodzaju inwencji wizualnej, która sprawiła, że wczesne filmy pełnometrażowe tak zapadały w pamięć”. Gene Siskel w „Chicago Tribune” ocenił film negatywnie, opisując go jako „80 minut wpadek i głupkowatych dialogów”. Odniósł się do drastycznego spadku jakości w stosunku do wcześniejszych filmów animowanych Disneya porównując jakość animacji do „kreskówki z sobotniego poranka”. John Baxter z „The Monthly Film Bulletin” uznał, że „w przeważającej części film jest równie nijaki i jednowymiarowy, jak produkt mniej wyrafinowanych studiów”, a obsada głosowa z wyjątkiem Petera Ustinova jest „równie nudna” i dostosowana poziomem do „mało oryginalnej”.

### Wynik finansowy
Podczas swojej pierwszej premiery Robin Hood zarobił 9,6 miliona dolarów w Stanach Zjednoczonych i Kanadzie. Zarobił także 18 milionów dolarów na terytoriach zagranicznych, co było wówczas rekordem Walt Disney Productions, przy ogólnoświatowym wyświetlaniu wynoszącym 27,5 miliona dolarów.
W 1984 roku Walt Disney Telecommunications and Non-Theatrical Company wybrało Robin Hooda na pierwszy animowany film Walt Disney Productions wydany na kasety wideo w ramach serii „The Classics from Walt Disney Home Video”, gdyż Walt Disney Productions wzbraniało się przed wypuszczeniem któregokolwiek ze swoich animowanych filmów na rynek domowy, uważając że to może zagrozić przyszłym przychodom z wznowień kinowych. Robin Hooda zaś postrzegano jako dobrą pozycję na pierwszy wybór, ponieważ nie cieszył się tak dużym uznaniem, jak niektóre inne tytuły, więc wypuszczenie go na domowe wideo nie wiązałoby się z większym ryzykiem. Robin Hood został wydany w sugerowanej cenie detalicznej 79,95 dolarów na VHS i Betamax oraz 34,95 dolarów na Laserdisc. Okazał się niebywałym sukcesem i ostatecznie stał się jednym z najlepiej sprzedających się tytułów wideo w 1984 roku, przekonując wytwórnię do wypuszczenia na rynek domowy filmów dotychczas przeznaczonych tylko do dystrybucji kinowej.

### Nagrody i nominacje
| Nagroda                   | Kategoria                 | Nominowani                            | Wynik     | Źródło |
| ------------------------- | ------------------------- | ------------------------------------- | --------- | ------ |
| Nagroda Akademii Filmowej | Najlepsza piosenka        | Love (George Bruns, Floyd Huddleston) | Nominacja | [ 86 ] |
| Grammy                    | Najlepszy album dziecięcy | Robin Hood                            | Nominacja | [ 87 ] |
| Goldene Leinwand          | Robin Hood                | Robin Hood                            | Wygrana   | [ 88 ] |

## Dziedzictwo
Z biegiem lat Robin Hood otrzymał miano filmu kultowego. Stał jedną z inspiracji dla tworzącego się wówczas fandomu furry. Był główną inspiracją dla Zwierzogrodu (2016), innego filmu animowanego Walt Disney Animation Studios. Reżyser Zwierzogrodu Byron Howard stwierdził, że Robin Hood był jego ulubionym filmem w okresie dorastania.
We włoskim komiksie Paperino in: „La storia (in)finita” (1991), będącym parodią Niekończącej się opowieści (1984), pojawiają się Mały John jako odpowiednik Pożeracza Skał oraz sir Syk jako jedna ze złych postaci z Krainy Fantazji. Postacie z filmu pojawiły się w filmie krótkometrażowym Było sobie studio (2023) świętującym stulecie The Walt Disney Company. W filmie Życzenie (2023) jednym ze mówiących leśnych zwierząt jest niedźwiedź o imieniu John.
Piosenka „The Hampster Dance” wykorzystała fragment śpiewu Alana z Doliny z piosenki „Whistle Stop” otwierającej film. Piosenka „Love” została umieszczona w filmie animowanym Fantastyczny pan Lis (2009) Wesa Andersona oraz w reklamie Saving Sawyer (2023) produkcji Amazon.com na Super Bowl LVII. W 2021 roku piosenkę „Whistle Stop” wykorzystano jako podkład do francuskiej reklamy kawy Nescafé Dolce Gusto.
W serialu animowanym Kacze opowieści (2017–2021) planowany był odcinek, w którym potomek Robin Hooda, stylizowany na Lupina III, i jego drużyna dokonuje napadu na skarbiec Sknerusa McKwacza. Pomysł został odrzucony przez twórców w związku problemami scenariuszowymi i potencjalnymi trudnościami z ograniczonymi miejscami dla obsady serialu. W skeczu animowanego serialu komediowego Robot Chicken, „Robin Hood: After Ending” (2018) Alan z Doliny opowiada Hopkowi dalsze losy Ryszarda i Jana zgodnie z faktami historycznymi.
W 2020 roku ogłoszono produkcję aktorskiego remake’u, stosując ten sam rodzaj antropomorficznych postaci, co w filmie z 1973 roku. Remake ma zostać wydany wyłącznie w serwise Disney+.